# Chapinería
Chapinería er en by og kommune i det centrale Spanien i Madrid-regionen. Den har et indbyggertal på 2.642 (2024) indbyggere.